# 张剑波
张剑波（1959年—），湖南汉寿人，汉族，中华人民共和国政治人物、第十一届全国人民代表大会湖南地区代表。
毕业于华中科技大学高等德育学专业，是中共党员。担任湘南文理专修学院院长。2008年起担任全国人大代表。